# Paluxy-River-Fußspuren

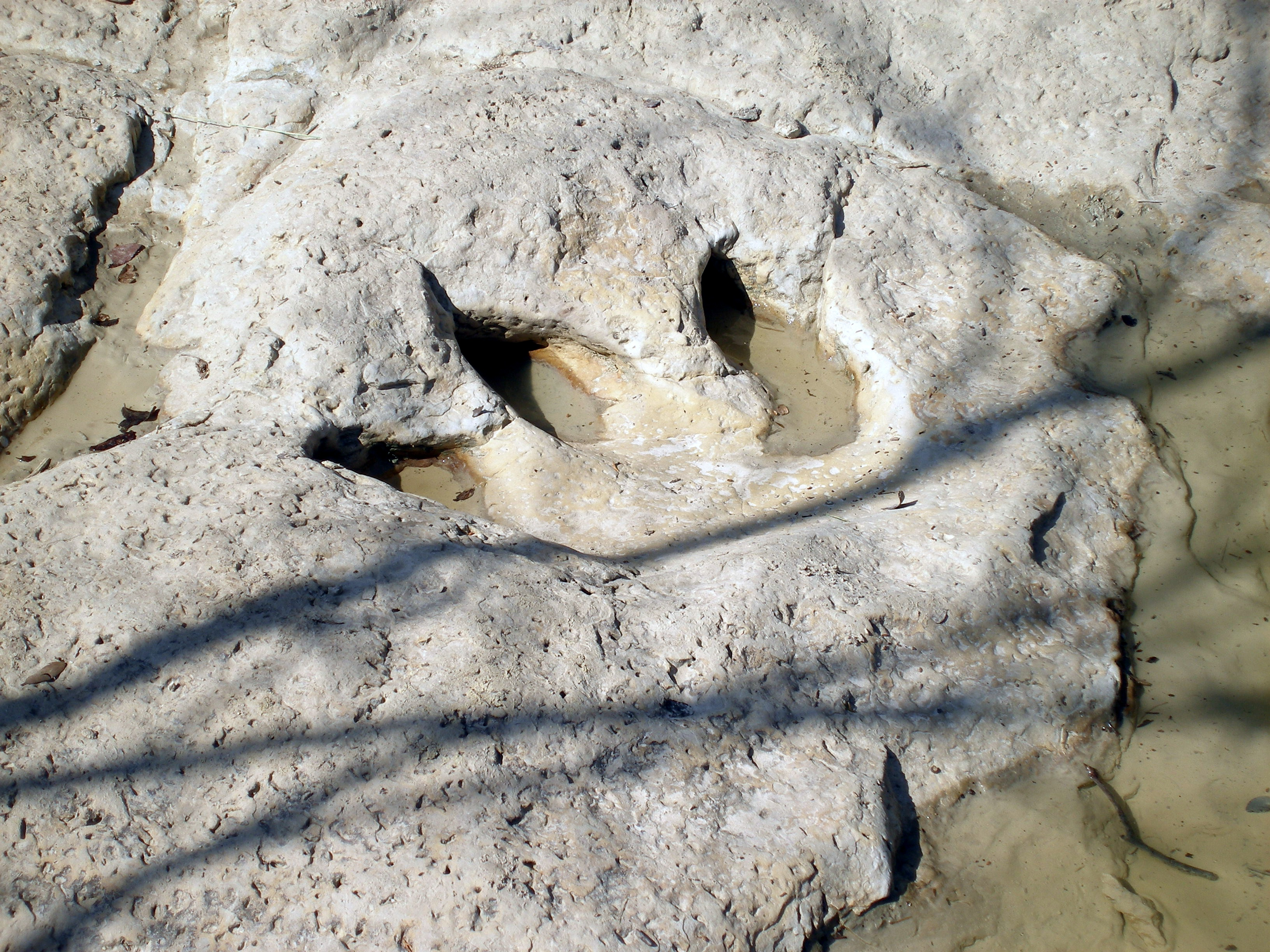
Tridactyler (dreizehiger) Fußabdruck eines Theropoden (Acrocanthosaurus)

Die Paluxy-River-Fußspuren sind fossile Abdrücke von Dinosauriern im Flussbett des Paluxy Rivers nahe Glen Rose, Texas, in den USA. Die Glen Rose Formation besteht aus abwechselnden Lagen von Kalk, Mergel und Sandstein.
Die Spurfossilien (Ichnia) umfassen dreizehige Fußspuren, die von Raubdinosauriern (Theropoden) stammen und säulenförmige Fußspuren, die von Sauropoden abstammen. Eine artgenaue Zuordnung der Fußspuren ist nicht möglich, da Fußspuren verwandter Arten gleich aussehen können. Keith Young folgerte anhand der Schichtungsfolge der Ammoniten, dass die Gesteine der Glen Rose Formation aus dem Oberen Aptium und Unterem Albium der unteren Kreidezeit stammen, also 115 - 105 Millionen Jahre alt sind. Anhand der Fossilien von Dinosauriern aus der gleichen Zeit und Gegend sowie der Form und Größe der Spurfossilien wird vermutet, dass die dreizehigen Fußabdrücke vom Raubdinosaurier Acrocanthosaurus und die säulenförmigen Fußabdrücke von Sauropoden Paluxysaurus stammen könnten.
Die Bedeutung der Paluxy-River-Fußspuren besteht darin, dass eine Spurfolge die Verfolgung eines Sauropoden durch einen Raubdinosaurier anzeigt (Paluxy River Dinosaur Chase Sequence) und eine andere Spurfolge den Trott einer Herde von Sauropoden zeigt, wobei sich die Jungtiere in der Mitte und die Alttiere am Rand aufhalten, was einen Schutz der Jungtiere durch die Alttiere anzeigt.
Die Fußspuren am Paluxy River wurden erstmals 1908/1909 entdeckt und schon damals vom Schulleiter Robert E. McDonald korrekt als Dinosaurierspuren identifiziert. Die gründliche wissenschaftliche Untersuchung der Spuren fand jedoch erst 1940 durch R.T. Bird statt.
Die verwitterten dreizehigen Fußabdrücke des Raubdinosauriers können manchmal wie Fußabdrücke von Menschen aussehen. Wenn sich eine Randzehe nicht deutlich eingedrückt hat, können die beiden übrigen Zehen wie Großzehe und Fuß aussehen. Aus solchen menschenfußähnlichen Spurfossilien haben Kreationisten gefolgert, dass Menschen und Dinosaurier zeitgleich gelebt hätten. Dies trifft natürlich nicht zu. Ähnliche Veränderungen der Form und Größe von Spuren können auch bei Spuren im Schnee beobachtet werden, die durch Sonneneinstrahlung plump und breit werden.

## Entdeckung und Untersuchung der Spuren

### Entdeckung

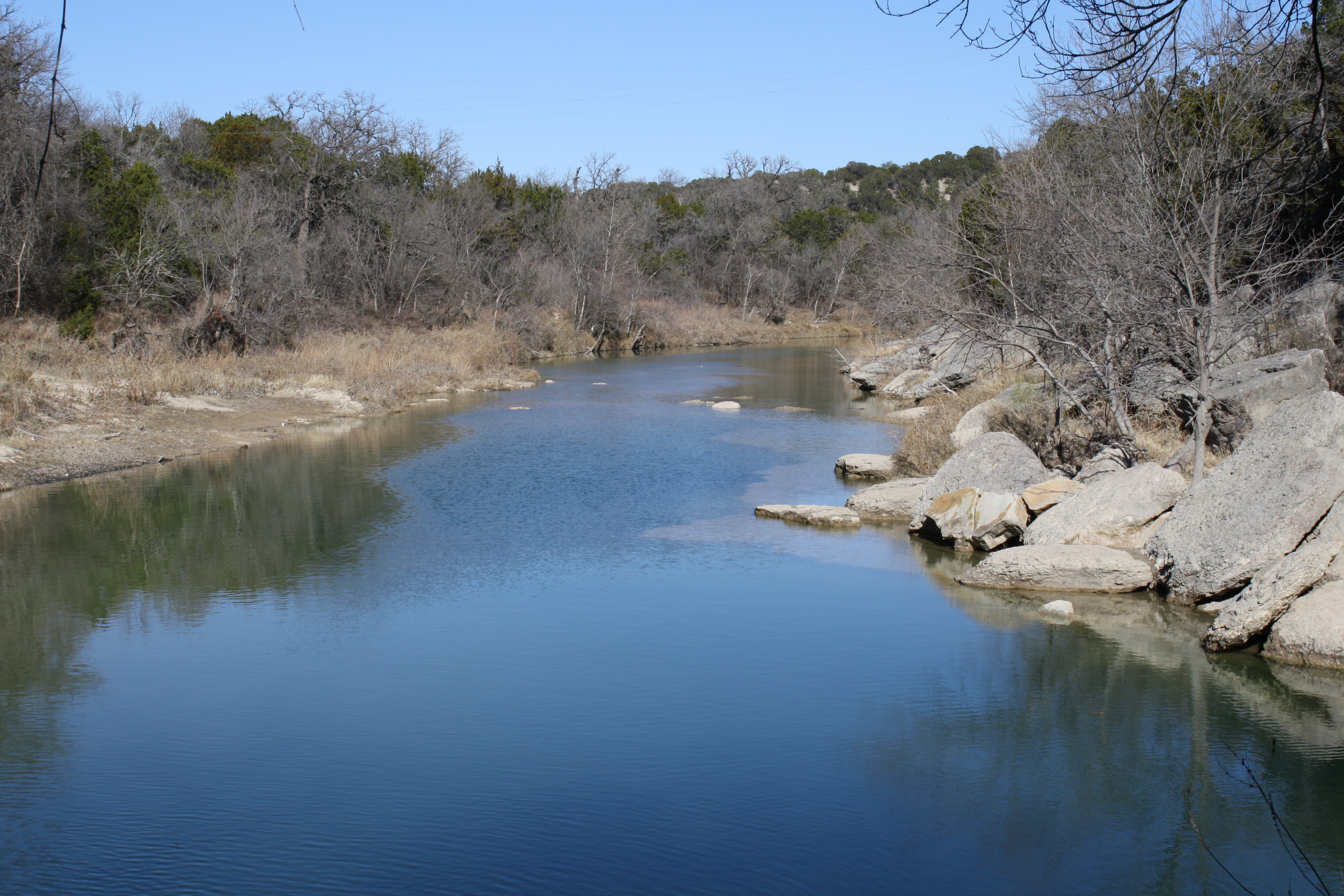
Der Paluxy River im Dinosaur Valley State Park, nahe Glen Rose, Texas, Vereinigte Staaten

Die Beschäftigung mit den Fußspuren reicht zurück bis ins Jahr 1908. Starke Regenfälle verursachten damals Überschwemmungen, wobei massive Kalksteinplatten aus dem Flussbett herausgerissen wurden und teilweise zerbrachen. Erst durch diese Ereignisse wurden die Dinosaurier-Fußspuren freigelegt.
Im folgenden Frühjahr fand der Teenager George Adams in einem Zufluss des Paluxy Rivers, dem sogenannten Wheeler Branch, eine ganze Reihe dreizehiger Fußabdrücke im Bachbett. Der einheimische Schulleiter Robert E. McDonald identifizierte diese als Dinosaurier-Fußspuren. Nachfolgende Untersuchungen ergaben, dass die dreizehigen, klauenartigen Abdrücke von zweibeinigen und fleischfressenden Theropoden stammen (möglicherweise Acrocanthosaurus, dessen Knochen nur wenige Meilen entfernt gefunden wurden).
Ca. 1910 stießen die einheimischen Teenager Charlie Moss und sein Bruder Grady am Paluxy River ebenfalls auf eine Fährte dreizehiger Fußspuren. Ebenso fanden sie eine ganze Reihe merkwürdiger, länglicher Abdrücke (ca. 38 bis 45 cm groß), welche den Geologen bisher vollkommen unbekannt waren und von Charlie Moss als von „Riesenmenschen“ stammend bezeichnet wurde. Die Einheimischen hielten sie für menschliche Fußabdrücke. Den meisten Einwohnern war nicht bewusst, welche Konsequenzen solch eine Entdeckung auf das bisherige Verständnis der geologischen Zeitskala haben würde, da zwischen dem Aussterben der Dinosaurier und dem Auftauchen der ersten Menschen eine Zeitspanne von ca. 60 Mio. Jahren liegt. Heute werden diese Spuren auf ein Alter von etwa 113 Mio. Jahren geschätzt.
In den 1930er-Jahren begann der aus Glen Rose stammende Jim Ryals damit, einige der Fußspuren (darunter auch welche der „menschlichen“, deren Verbleib bis heute nicht gewiss ist) aus dem Stein zu schlagen, um sie zu verkaufen. Zu etwa der gleichen Zeit verkaufte George Adams (der Entdecker der Spuren im Wheeler Branch) in lose Steine gemeißelte Spuren angeblicher „Riesenmenschen“. Georges Neffe Wayland berichtete einer Gruppe von „kreationistischen Forschern“ später, dass sein Onkel sich dafür große Steine mit einer bereits existierenden Vertiefung suchte und diese in seiner Freizeit zu menschlich aussehenden Abdrücken verarbeitete. Seine heute noch verbliebenen „Menschenspuren“ weisen allesamt gravierende anatomische Unkorrektheiten auf, wie falsch platzierte Fußballen und -gewölbe sowie übermäßig lange und deformierte Zehen. Adams und Ryals hatten dem heutigen Verständnis nach aber eher ökonomische als ideologische Beweggründe. Zudem haben die künstlich gemeißelten äußerlich nur wenig mit den angeblich von Menschen stammenden Abdrücken im Paluxy-River-Flussbett zu tun.

### Erste wissenschaftliche Untersuchung

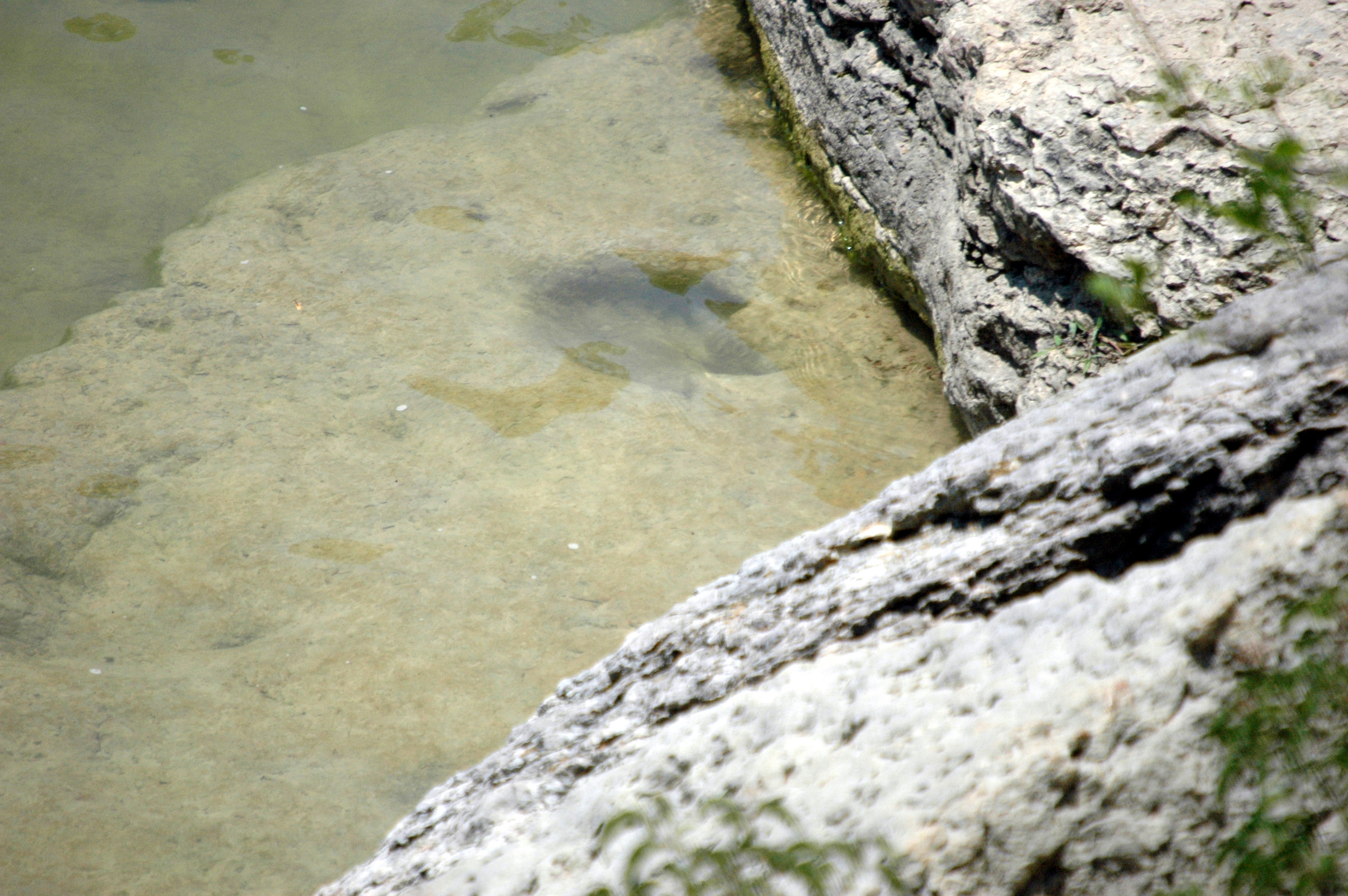
Fußabdruck eines Theropoden im Dinosaur Valley State Park

Im Jahre 1938 entdeckte der Paläontologe Roland T. Bird während einer Feldexpedition in Gallup, New Mexico, einige der fabrizierten Fußabdrücke und erkannte sie als Fälschungen. Er entschied sich dennoch der Sache nachzugehen und fand mit Hilfe einiger Ortskundiger mehrere echte dreizehige (von Theropoden stammenden) Abdrücke im Flussbett des Paluxy-Rivers. Nach weiteren Untersuchungen fand er schnell weitaus größere und von Sauropoden stammende Abdrücke, die bis dahin völlig unbekannt waren. Nur Charlie Moss und einige Anwohner entdeckten sie früher, deuteten sie jedoch als „von sehr alten Elefanten stammend“ („ancient elephants“). Als Bird die Sauropoden-Fußspuren erstmals im National Geographic und Natural History vorstellte, erregten sie großes öffentliches Interesse.
Obwohl Bird niemals von echten „Menschen-Spuren“ berichtete, kamen schnell Gerüchte auf, dass im Paluxy-River tatsächlich fossile menschliche Fußabdrücke direkt neben denen von Dinosauriern existieren. In einem seiner Artikel erwähnte Bird lediglich, dass die künstlich angefertigten „Fußabdrücke“ der Grund für seine Reise nach Glen Rose waren, ebenso wie die von Einheimischen als von „Riesenmenschen“ stammenden Abdrücke. Zudem gingen unter den Einheimischen  Gerüchte über riesige Fußabdrücke im Paluxy River umher. Bird wandte sich an Jim Ryals, dieser konnte ihm jedoch nur einen dieser Fußabdrücke zeigen der von Bird als „something about 15 inches long, with a curious elongated heel“ beschrieben wird und nach seiner Einschätzung von einem „bisher unbekannten Dinosaurier oder Reptil“ stammt.

### Kreationisten entdecken die Fußspuren für sich
Einer der ersten Kreationisten, der sich für die Paluxy-River-Fußspuren begeistern konnte, war Clifford Burdick. Er ist Mitbegründer der Deluge Society, einer der ersten kreationistischen Gruppierungen in den USA. Nach einer kurzen Besichtigung des Paluxy Rivers veröffentlichte Burdick einen Artikel in dem Siebenten-Tags-Adventisten-Magazin Signs of the Times, in dem er behauptete, dass das Flussbett des Paluxy Rivers eindeutig Fußabdrücke von Menschen und Dinosauriern enthalte. Diese Entdeckung widerlege die Evolutionstheorie grundsätzlich und sei ein Beweis für eine „göttliche Schöpfung“ sowie für die Existenz einer Sintflut, wie sie in der Bibel beschrieben ist. Er versuchte seine Aussage mit Fotos von „menschlichen Fußabdrücken“ auf losen Steinen zu belegen, welche von Bird jedoch zuvor als Fälschungen entlarvt wurden.
Anfang der 1960er-Jahre wurden die „menschlichen“ Fußspuren im Paluxy River noch bekannter. Fotos derselben losen Steine mit den unnatürlich aussehenden Fußabdrücken tauchten in dem kreationistischen Buch The Genesis Flood von John Whitcomb und Henry M. Morris auf. Auch sie nahmen an, dass diese Felsplatten Fußabdrücke von „Riesenmenschen“ enthielten. Einige Jahre später besuchte A. E. Wilder-Smith auf Burdicks Einladung den Paluxy River. 1965 veröffentlichte er sein Buch Mans Origin, Man's Destiny, in dem auch er von eindeutig menschlichen Fußspuren berichtete.
Kurz nach Veröffentlichung des Buches wurde Stanley Taylor – ein baptistischer Pfarrer und Besitzer einer apologetischen Filmfirma – auf die Fußspuren aufmerksam. Er plante einen Film über die Paluxy-River-Fußspuren zu drehen, woraufhin er mehrere Expeditionen zwischen 1968 und 1972 startete. Er fand mehrere längliche Fußabdrücke, die er als von Menschen stammend interpretierte und 1972 in dem Film Footprints in Stones vorstellte. Taylor befürwortete die Existenz von menschlichen Fußspuren und deutete an, dass bei manchen sogar menschliche Zehen zu sehen seien. Der Film konzentrierte sich auf den Bereich des Paluxy Rivers, der heute als Taylor Site bekannt ist und wurde viele Jahre lang in US-amerikanischen Kirchen und Schulen gezeigt.
Ironischerweise kam eine kreationistische Arbeitsgruppe (unter ihnen Berney Neufeld) zu dieser Zeit zu einem ganz anderen Ergebnis. Sie äußerten die Vermutung, dass die Spuren von zweibeinigen Dinosauriern stammen, da sich bei vielen der länglichen Spuren das Vorhandensein von Zehen andeutete. Die angeblichen Menschenspuren im State Park Ledge seien letztlich gar keine Fußabdrücke, sondern erodiertes Gestein. Dieses Gestein wies unterschiedliche Muster auf, die mit Wasser und Öl hervorgehoben wurden, um so den Eindruck von Fußabdrücken zu verstärken. Andere Kreationisten waren ebenfalls skeptisch. Ungeachtet der Beweislage wurden die Paluxy-River-Fußspuren weiterhin als Beleg gegen die Evolutionstheorie verwendet. Die Bible-Science Association und das Institute for Creation Research befürworteten die „menschlichen“ Fußabdrücke in Büchern, Artikeln und Radiobeiträgen. In den 1980er-Jahren war dann auch die Mehrheit der Kreationisten überzeugt worden, dass es keine Menschenspuren sind (siehe unten).

## Fossilien im Paluxy River und der Umgebung

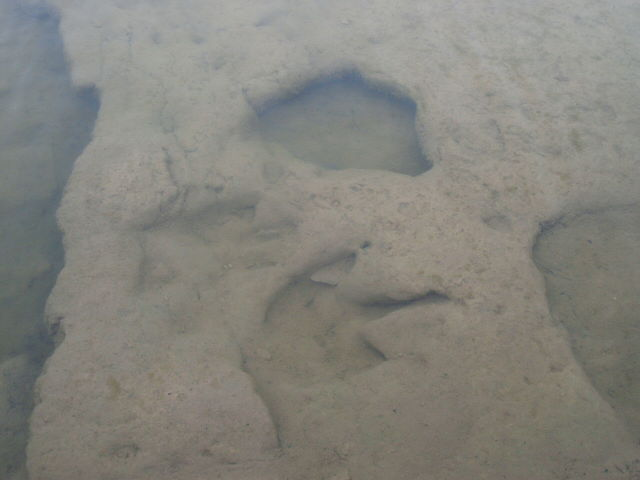
Saurierspuren im Bachbett des Paluxy River

Die Glen-Rose-Formation enthält zahlreiche Fossilien und versteinerte Fußabdrücke von Dinosauriern. Die bekanntesten davon befinden sich im Flussbett des Paluxy Rivers im Dinosaur Valley State Park nahe der Stadt Glen Rose. Der Paluxy River und seine Umgebung enthalten viele Fossilien und Dinosaurierspuren, sowohl von Sauropoden als auch Theropoden. Gerade letztere wurden in einzelnen Fällen fälschlicherweise als von Menschen stammend interpretiert, da die charakteristischen drei Zehen eines Theropoden nicht oder kaum zu erkennen waren. Dies geschah oftmals durch geologische Aktivitäten (Erosion, Sedimentfüllung) über Jahrmillionen hinweg.
Die Taylor Site ist die wohl bekannteste Fossilien-Fundstätte im Flussbett des Paluxy Rivers, die angeblich Spuren von Menschen enthalten soll. Sie enthält insgesamt vier Fährten (genannt Taylor, Giant Run, Turnage und Ryals Trails), die laut Morris und Taylor von Menschen stammen sollen. Taylor veröffentlichte ebenfalls einen Film zu diesem Thema. Die berühmteste „menschliche“ Fährte besteht aus 15 Abdrücken, die länglich sind und unterschiedliche Schrittweiten aufweisen. Andere längliche Spuren enthalten undeutliche Merkmale (sehr leichte Vertiefungen oder Verfärbungen) der Dinosaurier-Zehen, welche zumindest in jeder Fährte in mehreren Fußabdrücken auftauchen. Bis 1980 wurde die Taylor Site kaum von Wissenschaftlern untersucht. Gründe dafür sind die Unzugänglichkeit des Geländes, da dieses gewöhnlich unter Wasser steht und der Widerwille, die angeblich menschlichen Fußabdrücke ernst zu nehmen. Glen Kuban begann seine Arbeiten in der Taylor Site 1980 und konnte zusammen mit Hastings zeigen, dass es sich um Fußabdrücke von Dinosauriern handelt.
Die sogenannte Alfred West Site ist eine Fundstätte, die von Befürwortern der These, es handele sich um menschliche Fußabdrücke, oft ignoriert wurde. Sie befindet sich in der Nähe von Carl Baughs Creation Evidence Museum. Ein Großteil der Fundstätte befindet sich das Jahr über unter Wasser, im Spätsommer ist der westliche Teil jedoch trocken. Die Alfred West Site enthält zahlreiche Fährten von Dinosauriern. Einige bestehen nur aus dreizehigen Abdrücken, welche in Größe und Tiefe variieren, doch die meisten sind ca. 25 bis 45 cm lang und der Mittelfußknochen ist deutlich zu erkennen. Manche der Zehen sind deutlich sichtbar, andere weniger. Diese erinnern an menschliche Fußabdrücke, stimmen in Größe und Proportionen jedoch nahezu mit den besser sichtbaren Spuren überein. Eine der Spuren weist eine erheblich größere Schrittweite auf, was auf eine ungewöhnliche Geschwindigkeit von etwa 10 m/s schließen lässt. Hier entdeckte man auch, dass manche Dinosaurier ihre Gangart innerhalb Fährte änderten; sie wechselten zwischen Sohlengang und Zehengang.
Als State Park Ledge wurde eine weitere Fundstätte am Paluxy River bekannt. Laut Taylor weist auch sie versteinerte Fußabdrücke von Menschen auf; weitere Verfechter der menschlichen Fußspuren stimmten ihm zu. Angeblich seien dort auch Spuren von Kindern und Bären vorhanden.
Untersuchungen ergaben jedoch, dass auch diese Abdrücke ursprünglich drei Zehen enthielten und von Theropoden stammen. Zudem enthält keine der Spuren menschliche Merkmale.
Die Baugh/McFall Site enthält eine Reihe von Fährten, die sich in einer Kalksteinplatte am südlichen Ufer des Paluxy Rivers befinden. Dort sind dreizehige Abdrücke, von denen einige eine längliche Form besitzen. Kreationisten hielten sie in den 1960er- und 1970er-Jahren für von Menschen stammend. Später wurden jedoch auch diese Abdrücke Dinosauriern zugeschrieben. Die Spuren sind erodiert und undeutlich, doch die meisten enthalten Merkmale länglicher Fußabdrücke von Dinosauriern. Die länglichen Trittsiegel enthalten zudem auch von Mittelfußknochen verursachte Vertiefungen, die ebenso tief wie die der Zehen und Ballen sind. Seit 1982 wurden weitere Fußspuren freigelegt, wovon – laut Baugh – über 50 angeblich von Menschen stammen. Umfangreiche Untersuchungen konnten diese These jedoch nicht stützen. Einige Spuren – unter ihnen ein über 60 Zentimeter langer Abdruck, den Baugh auf den Namen Max taufte – wurden offensichtlich in die Oberfläche des Flussbetts eingemeißelt. Andere als menschlich angesehene Trittsiegel sind vermutlich durch Erosion entstandene Vertiefungen.

### Lose Fossilien und Artefakte
Lose Steine mit menschenähnlichen Abdrücken tauchten erstmals in den späten 1930er-Jahren auf. Viele Kreationisten vertraten damals die These, dass diese echt seien. Viele dieser Spuren wiesen jedoch anatomische Unkorrektheiten auf. Zudem war noch bekannt, dass zuvor „menschliche“ Abdrücke in Steine gemeißelt und verkauft wurden. Dies führte dazu, dass auch die meisten Kreationisten zu dieser Zeit die Fossilien als Beweis gegen die Evolutionstheorie ablehnten. Eine Ausnahme stellt Carl Baugh – Begründer des Creation Evidence Museum in Glen Rose – dar. Er vertritt weiterhin die Ansicht, dass manche der Abdrücke tatsächlich von Menschen stammen. Zu diesen angeblichen Fossilien zählen der sogenannte Delk Print und der Burdick Track. Letzterer weist nicht nur die bereits erwähnten Probleme auf, sondern man fand ebenfalls Hinweise darauf, dass er sich ursprünglich auf der unteren Seite der Felsplatte befand.
Der Delk Print enthält scheinbar den dreizehigen Fußabdruck eines Theropoden und den eines Menschen. CT-Scans lassen jedoch darauf schließen, dass die ursprünglichen Abdrücke weniger ausgeprägt waren und nachträglich bearbeitet wurden. Zudem weisen die angeblichen Abdrücke morphologische Unregelmäßigkeiten auf. Weder der Burdick Track noch der Delk Print wurden in situ gefunden.
Daneben gibt es noch eine Reihe weiterer Fossilien, die von Carl Baugh und weiteren Kreationisten als Argument gegen die Evolutionstheorie gedeutet wurden, wissenschaftlichen Untersuchungen jedoch nicht standhalten konnten: ein menschlicher Zahn und ein Finger, ein aus der Kreide stammender Trilobit und ein Hammer. Der Zahn, der 1987 im Paluxy River gefunden wurde, stammt von einem Fisch, wie Hastings zeigen konnte. Der Trilobit wurde mehrere Jahrzehnte zuvor im Flussbett gefunden, nicht in situ dokumentiert und kann somit nicht eindeutig dieser Gesteinsschicht zugeordnet werden. Der Hammer ist in einer Konkretion enthalten und stammt aus einer Formation des Paläozoikums nahe London, Texas. Auch er wurde nicht in situ gefunden und kann somit nicht dem umgebenden Gestein zugeordnet werden. Der angeblich von einem Menschen stammende versteinerte Finger wurde von Baugh nach eigener Aussage lose in einem Kiesbett gefunden. Er weist eine Reihe anatomischer Probleme auf, und daher ist es fraglich, ob er überhaupt von einem Mensch stammt. Wie die vorhergehenden Fossilien kann auch er keiner Gesteinsschicht eindeutig zugeordnet werden.

## Paläontologische Erkenntnisse
Wissenschaftliche Untersuchungen ergaben, dass die gefundenen Fußabdrücke ca. 113 Millionen Jahre alt sind und ausnahmslos von Dinosauriern stammen. Hinweise darauf fanden sich in der Taylor Site, wo die Spuren nicht nur durch ihre Topographie, sondern noch deutlicher durch blaugraue bis rostrote Verfärbungen begrenzt werden. Diese Verfärbungen zeigen nach Kuban und Hastings auch bei den menschenähnlichen Spuren deutlich die Umrisse von Zehen eines dreizehigen Dinosauriers. Die Verfärbungen werden auf Sedimentfüllungen der Spuren kurz nach ihrer Bildung zurückgeführt. Bohrkernproben von Kuban und Hastings bestätigten diese Annahme, da sich hier zwei unterschiedliche Sedimenttypen nachweisen ließen. Die zweite Sedimentfüllung, welche feinkörniger, dolomitisch und eisenhaltiger als das umgebende Gestein ist, wurde in dem ursprünglichen Abdruck eingeschlossen und erhärtete. Nachdem die Spuren freigelegt worden waren, begann die Sedimentfüllung jedoch zu erodieren und sich abzulösen. Die rostroten Verfärbungen sind auf Oxidation des Eisens zurückzuführen. Je mehr diese Verfüllungen jetzt aus der Spur herauswittern, desto mehr verwandelt sich die einstmals entfernt menschenähnliche Spur wieder in die ursprüngliche Saurierspur zurück. Es wurde ebenfalls eine Fährte gefunden, die einem Ornithopoden zugeschrieben wird.
Inzwischen wurden auch außerhalb des Gebietes um Paluxy Spuren von Sauriern als Sohlengänger gefunden, ebenso Spuren mit vergleichbaren charakteristischen Sedimentverfüllungen.
Die Dinosaurierspuren sind allerdings auch deshalb wissenschaftlich interessant, weil sie nach Thomas & Farlow (1998) Szenen einer Dinosaurierjagd zeigen könnten. Datiert werden die Spuren in die Glen Rose Formation (Unterkreide), also an die Grenze vom Aptium zum Albium mit einem Alter von ca. 113 Millionen Jahren.

### Entstehung der „menschlichen“ Spuren

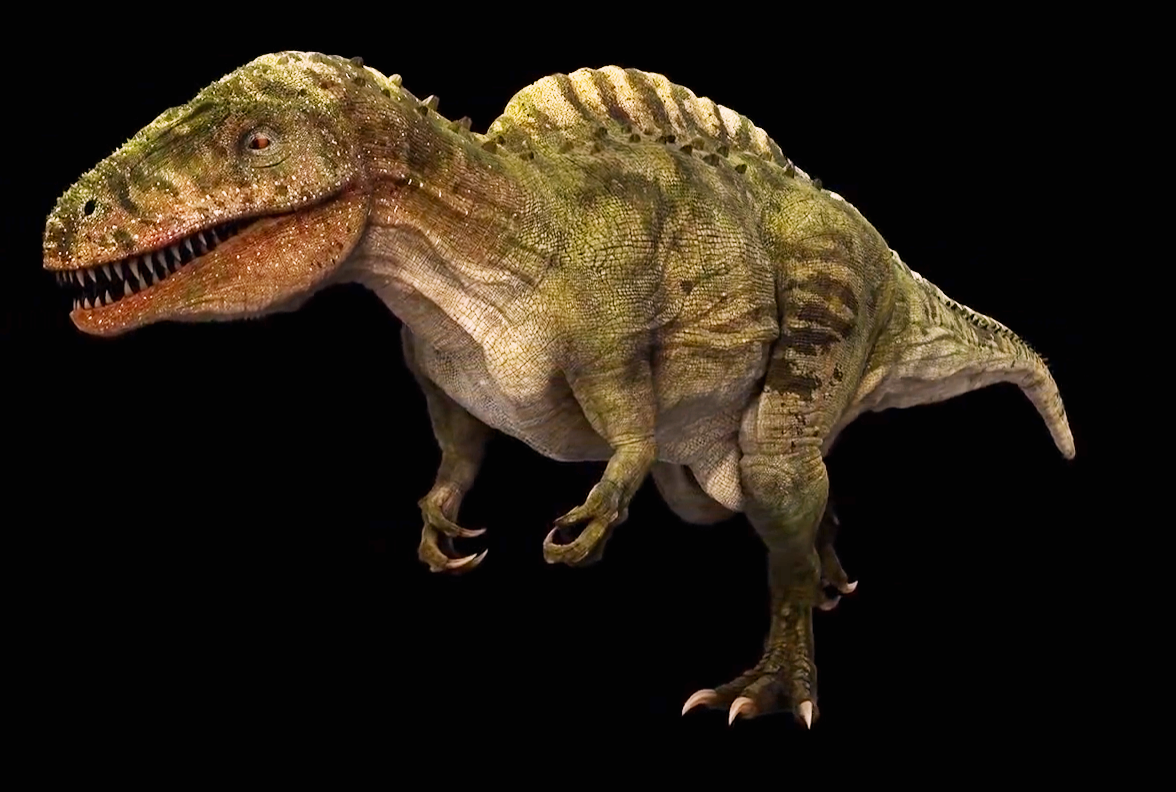
Lebendrekonstruktion von Acrocanthosaurus

Diese Spuren stammen von zweibeinigen Theropoden (vermutlich Acrocanthosaurus). Unter optimalen Umständen bleibt der dreizehige Abdruck vollständig erhalten. Doch geologische Aktivitäten wie Erosion, Sedimentfüllung oder das Zurückfließen von Schlamm in die Trittspur machen die (relativ) filigranen Abdrücke der Zehen unkenntlich. Die länglichen Spuren machen deutlich, dass Saurier nicht nur, wie bislang angenommen, auf den Zehen gingen, sondern einige Spezies zumindest teilweise den gesamten Fuß inklusive Sohle und Ferse aufsetzten. Dies lässt sich durch die vereinzelten Abdrücke des Mittelfußknochens nachweisen. Eine mögliche Erklärung für dieses Verhalten ist, dass diese Dinosaurier eine geduckte Haltung annahmen, während sie auf Nahrungssuche waren oder sich an Beute anpirschten. Möglicherweise setzten die Theropoden auch den gesamten Fuß auf, um besseren Halt in unwegsamem Gelände zu bekommen. Manche Dinosaurier wechselten sogar ihre Gehweise innerhalb einer Spur.
Wichtig ist hierbei die Feststellung, dass es sich bei den gefundenen länglichen Spuren tatsächlich um den Abdruck von Mittelfußknochen handelt und nicht um typische dreizehige Fußspuren, die ihre ursprüngliche Form verloren haben. Die Deutung, dass die Füße der Dinosaurier schlicht eingesunken sind, kann ebenfalls ausgeschlossen werden. Der Mittelfußknochen war oftmals vollständig ausgeprägt und hinterließ ebenso tiefe Abdrücke wie die Zehen. Dies lässt sich besonders gut in der Alfred West Site erkennen.

## Abweichende Deutungen
Seit dem erstmaligen Fund von angeblichen menschlichen Fußspuren neben Trittsiegeln von Dinosauriern im Jahre 1908 im Bett des Paluxy Rivers wurden bis in die heutige Zeit entsprechende Funde in verschiedenen geologischen Schichten der Kreidezeit durch einzelne Autoren aus dem Umfeld des Kreationismus und der Paläo-SETI-Hypothese gemeldet.

### Kreationismus
Die vermuteten Menschenspuren wurden besonders in den 1970er-Jahren in kreationistischen Schriften, besonders in Arbeiten der Bible-Science-Association (BSA) und dem Institute of Creational Research (ICR), thematisiert. Inzwischen werden die wissenschaftlichen Belege für die Urheberschaft durch Dinosaurier bei amerikanischen und deutschen Kreationisten als so hieb- und stichfest angesehen, dass innerhalb des Kreationismus nur noch eine Minderheit die Spuren als wissenschaftliches Argument gegen die Evolutionstheorie benutzt. Answers in Genesis, eine evangelikale Organisation, die den Junge-Erde-Kreationismus vertritt, lehnt die Paluxy-River-Fußspuren als mögliches Argument gegen die Evolutionstheorie ab.

### Paläo-SETI
Aus Sicht des Paläo-SETI-Umfeldes soll die Gleichzeitigkeit von Sauriern und Menschen besonders die Anwesenheit von menschenartigen Trägern einer originär außerirdischen Kultur in der Urzeit belegen.

## Belege
1. ↑  Keith Young, Lower Albian and Aptian (Cretaceous) Ammonites of Texas, Geoscience and Man, Vol. VIII (1974)
2. 1 2  Keith P.Young, 1974, Lower Albian and Aptian (Cretaceous) ammonites of Texas, In: Perkins, B. F., ed. Aspects of Trinity Geology: Geoscience and Man, School of Geoscience, Louisiana State University, Vol. 8, S. 175–228
3. 1 2  Bergan, Gail R, and Jeffrey G. Pittman, eds., 1990, Nearshore Clastic Carbonate Facies and Dinosaur Trackways in the Glen Rose Formation (Lower Cretaceous) of Central Texas. GSA Field Trip #8, The Dallas Geological Society, Dallas, Texas.
4. 1 2  Bird, Roland T., 1954, We Captured a Live Brontosaur. National Geographic. V. 105, S. 707–722
5. 1 2 3  Morris, John D., 1980, Tracking Those Incredible Dinosaurs. San Diego, CA, Creation-Life Publishers, S. 240
6. 1 2  Roland T. Bird, 1939, Thunder in His Footsteps. Natural History. Vol. 43, S. 254–261
7. ↑  Bird, Roland T., 1941, A Dinosaur Walks into a Museum. Natural History. Vol. 47, S. 74–81
8. ↑  Bird, Roland T., 1944, Did Brontosaurus Ever Walk on Land? Natural History. Vol. 53, S. 60–67
9. 1 2 3 4 5  http://paleo.cc/paluxy/onheel.htm
10. 1 2 3  Burdick, Clifford C., 1950, When Giants Roamed the Earth. Signs of the Times, July 25, S. 6, 9.
11. 1 2  Morris, Henry M., und John C. Whitcomb, 1961, The Genesis Flood, Baker Book House: Grand Rapids, MI, S. 173–175.
12. ↑  A. Ernest Wilder-Smith: Herkunft und Zukunft des Menschen. Ein kritischer Überblick über die dem Darwinismus und Christentum zugrunde liehenden naturwissenschaftlichen und geistlichen Prinzipien (= Telos-Taschenbuch, Band 106), Evangelischer Schriftenverlag Schwengeler, 2. Auflage Heerbrugg 1975, ISBN 37751-0070-9, S. 119–123
13. ↑  Taylor, Stanley E., 1972, Footprints in Stone (film), Films for Christ Association (Eden Films)
14. 1 2 3  Berney Neufeld: DINOSAUR TRACKS AND GIANT MEN. In: Origins. 2 1975, S. 64–76.
15. ↑  Taylor, Stanley E., 1971. The Mystery Tracks in Dinosaur Valley. Bible-Science Newsletter. 9(4): 1–7.
16. ↑  Taylor, Stanley E., 1973, Footprints in Stone (film), Films for Christ Association (Eden Films)
17. 1 2 3 4 5 6  http://paleo.cc/paluxy/elong.htm
18. 1 2  Kuban, Glen J., 1986b, Review of ICR Impact Article 151, Origins Research, Vol. 9, No. 1.
19. 1 2 3 4  Kuban, Glen J. 1986a, The Taylor Site Man Tracks. Origins Research, Vol. 9, No. 1, S. 1–9.
20. ↑  Hastings, Ronnie J., 1988, Rise and Fall of the Paluxy Man Tracks, Perspectives on Science and Christian Faith (Journal of the ASA), Vol. 40, No. 3, pp. 144–155.
21. 1 2 3 4  http://paleo.cc/paluxy/mantrack.htm
22. ↑  Beierle, Fred, 1977, Man, Dinosaurs, and History, Prosser, WA: Perfect Printing Co.
23. ↑  Dougherty, Cecil N., 1979 (sixth edition), Valley of the Giants, Bennett printing Company, Cleburne, TX.
24. ↑  Taylor, Stanley E., 1968, Search for Man Tracks in the Paluxy River, Films for Christ Special Report, October
25. ↑  Baugh, Carl, 1982, Enemies Survived Together for A While (video Tape), Creation Evidences Museum, Glen Rose, TX
26. ↑  Baugh, Carl E., 1987, Dinosaur, Promise Publishing, Orange, CA.
27. ↑  Cole, John R., und Laurie R. Godfrey, eds., 1985, Creation/Evolution, Issue 15, Vol. 5, No. 1, S. 16–21
28. ↑  http://paleo.cc/paluxy/wilker6.htm
29. 1 2  http://paleo.cc/paluxy/delk.htm
30. ↑  http://paleo.cc/paluxy/tooth.htm
31. ↑  Hastings, Ronnie J., 1987, New Observations on Paluxy Tracks Confirm Their Dinosaurian Origin, Journal of Geological Education, Vol. 35, No. 1, S. 4–15.
32. ↑  Cole, John C., 1985, If I Had a Hammer, Creation/Evolution, Issue XV, Vol. 5, No. 1, S. 46–47.
33. ↑  http://paleo.cc/paluxy/hammer.htm
34. ↑  http://paleo.cc/paluxy/finger.htm
35. ↑  Hastings, Ronnie J., 1987a, New Observations on Paluxy Tracks Confirm Their Dinosaurian Origin. Journal of Geological Education, Vol. 35, No. 1, S. 4–15.
36. ↑  Dougherty, Cecil N., 1979 (6th edition), Valley of the Giants. Bennett Printing Co., Cleburne, TX., S. 76
37. ↑  Helfinstine, Robert F., and Jerry D. Roth, 1994, Texas Tracks and Artifacts.: Do Texas Fossils Indicate Coexistence of Men and Dinosaurs? S. 109
38. ↑  Scherer & Wiskin 1986
39. ↑  https://www.answersingenesis.org/get-answers/topic/arguments-we-dont-use
40. ↑  https://www.icr.org/article/paluxy-river-mystery/

Koordinaten: 32° 15′ 4,3″ N, 97° 49′ 7,6″ W